# Tathothripa leucorhiza
Tathothripa leucorhiza är en fjärilsart som beskrevs av Felder 1874. Tathothripa leucorhiza ingår i släktet Tathothripa och familjen trågspinnare. Inga underarter finns listade i Catalogue of Life.